# Sara Bareilles
Sara Bareilles (født 7. december 1979 i Eureka, Californien, USA) er en amerikansk sanger og pianist, der slog igennem i 2007 med singlen Love Song , der placerede hende på en femteplads på Billboard-hitlisten.
Bareilles' første album, Careful Confessions, kom på gaden i 2004. Opfølgeren, Little Voice, udsendtes i juli 2007. Albummets første single var Love Song. Sangen blev i juni 2007 lanceret som gratis download på musiktjenesten iTunes og blev hurtigt den mest downloadede sang. Albummet strøg ind på 45. pladsen til Billboard-albumlisten.
I sommeren 2008 er Sara Bareilles opvarmning for Counting Crows og Maroon 5. Hun har tidligere også været opvarmning for Mika.